# Sainte-Foy-l'Argentière
Sainte-Foy-l'Argentière é uma comuna francesa na região administrativa de Auvérnia-Ródano-Alpes, no departamento de Ródano. Estende-se por uma área de 1,54 km². Em 2010 a comuna tinha 1 309 habitantes (densidade: 850 hab./km²).